# عباس فلاح
عباس فلاح (زادهٔ ۱۲ شهریور ۱۳۵۵) یک جودوکار اهل ایران است. 
از افتخارات وی میتوان به کسب مدال برنز وزن ۱۰۰- کیلوگرم جودو بازی‌های آسیایی ۲۰۰۲ اشاره کرد.